# 18. октобар
18. октобар (18.10) је 291. дан у години по грегоријанском календару (292. у преступној години). До краја године има још 74 дана.

## Догађаји
- 31 — У Риму ухапшен и погубљен преторијански префект Сејан под оптужбом за велеиздају. Сејан је у периоду од 27. до 31. био de facto владар Римског царства у име цара Тиберија који се повукао на острво Капри.
- 1016 — Данска војска предвођена Кнутом Великим је поразила Едмунда Гвозденог у бици код Асандуна, чиме је стекла контролу над већином Енглеске.
- 1081 — Роберт Гвискар је повео инвазију на Византију освојивши град Драч.
- 1469 — Краљица Изабела од Кастиље удала се за арагонског краља Фердинанда II, чиме су под једном круном уједињене готово све шпанске хришћанске земље.
- 1685 — Француски краљ Луј XIV поништио је Нантски едикт и тиме лишио хугеноте (протестанти) верских и грађанских слобода које им је 1598. гарантовао краљ Анри IV. Око 200.000 хугенота, углавном интелектуалаца, је након тога емигрирало у суседне земље.
- 1692 — Постављен је камен темељац Петроварадинске тврђаве код Новог Сада, која је постала најјача карика у ланцу Хабзбуршка монархија утврђења према Османском царству.
- 1860 — Британске трупе су, током Другог опијумског рата спалиле до темеља Јуанмингјуан, летњу царску палату у Пекингу.
- 1867 — САД су формално преузеле суверенитет над Аљаском, коју су купиле од Русије за 7,2 милиона долара.
- 1922 — Основана је Британска радио компанија (BBC).
- 1955 — Почела производња Заставе 750 - једног од симбола СФРЈ.
- 1963 — Француска ракета Вероника (Véronique) лансирана из Алжира понела је у свемир прву мачку (Félicette) и вратила је сигурно на Земљу. Лет је трајао 13 минута а ракета је достигла висину од 153km.
- 1967 — Совјетски васионски брод Венера ушао је у атмосферу Венере као прва летелица у историји астронаутике и емитовао податке на Земљу. Контакт је изгубљен када је брод био на 27 km изнад површине Венере.
- 1977 — У акцији немачких специјалаца на аеродрому у Могадишу убијена су три Палестинца, отмичара путничког авиона немачке компаније Луфтханза. Ослобођено је свих 86 путника, који су пет дана били таоци отмичара.
- 1989 — Под притиском масовних демонстрација генерални секретар Јединствене социјалистичке партије (Источне) Немачке Ерих Хонекер је поднео оставку, за новог шефа партије изабран је Егон Кренц, али су антивладине демонстрације настављене.
- 1991 —
  - На другом пленарном заседању Конференције о Југославији у Хагу председник Србије Слободан Милошевић одбио је предлог Декларације о Југославији којом је било предвиђено да бивше федералне јединице постану суверене и независне републике, међународно признате. Председник Србије је касније одбио све остале верзије „Споразума за опште решење кризе“ у бившој СФР Југославији које су нудили међународни посредници.
  - Телевизија Београд је почела да емитује програм преко сателита.
- 1998 —
  - Тајвански изасланик Ку Чен Фу је, на крају шестодневне посете Кини, разговарао је с кинеским председником Ђанг Цемином, што је био први сусрет на највишем нивоу двеју страна од 1949.
  - Најмање 700 људи је погинуло у експлозији нафтовода на југу Нигерије.
- 2000 — Председник Црне Горе Мило Ђукановић одбио је учешће у влади СР Југославије и заложио се за наставак политичког дијалога Србије и Црне Горе о новој државној заједници. Ђукановић ће у наредном периоду тражити да две федералне јединице прво добију међународно признање, а потом да формирају савез.
- 2001 — Четворица следбеника Осаме бин Ладена, вође терористичке организације Ал Каида, осуђени су у Њујорку на доживотну робију без права жалбе за бомбашке нападе које су извршили 1998. године на америчке амбасаде у Африци.
- 2007 — У самоубилачком нападу на колону моторних возила у Карачију у којима је била бивша премијерка Беназир Буто, погинуло је најмање 130 особа, док је 450 повређено.

## Рођења
- 1130 — Си Џу, кинески филозоф. (прем. 1200)
- 1405 — Енеа Силвио Пиколомини, папа Пије II од 1458. (прем. 1464)[1]
- 1523 — Ана Јагелонска, пољска краљица. (прем. 1596)
- 1663 — Еуген Савојски, један он највећих војсковођа свог времена. Прославио се у Великом бечком рату (1683—1699), Рату за шпанско наслеђе (1701-1714) и Аустријско - турском рату (1716—1718) у којем је поразио османску војску код Петроварадина 1716. и Београда 1717. (прем. 1736)
- 1697 — Каналето, италијански сликар. (прем. 1768)
- 1741 — Шодерло де Лакло, француски писац и генерал. (прем. 1803)
- 1777 — Хајнрих фон Клајст, немачки драматург, песник и публициста. (прем. 1811)
- 1831 — Фридрих III од Немачке, цар Немачке и краљ Пруске. (прем. 1888)
- 1842 — Чедомиљ Мијатовић, српски политичар, економиста и историчар. (прем. 1932)
- 1847 — Александар Николајевич Лодигин, совјетски проналазач. (прем. 1923)
- 1859 — Анри Бергсон, француски филозоф. (прем. 1941)
- 1870 — Д. Т. Сузуки, јапански аутор. (прем. 1966)
- 1882 — Лисјен Пети Бретон, француски бициклиста. (прем. 1917)
- 1902 — Миријам Хопкинс, америчка глумица. (прем. 1972)
- 1905 — Феликс Уфуе-Боањи, први председник Обале Слоноваче. (прем. 1993)
- 1918 — Константин Мицотакис, грчки политичар. (прем. 2017)
- 1919 — Пјер Трудо, канадски политичар. (прем. 2000)
- 1920 — Мелина Меркури, грчка глумица. (прем. 1994)
- 1925 — Рамиз Алија, албански политичар. (прем. 2011)
- 1926 — Чак Бери, амерички музичар, зачетник рокенрола. (прем. 2017)
- 1926 — Клаус Кински, немачки глумац. (прем. 1991)
- 1927 — Џорџ Си Скот, амерички глумац. (прем. 1999)
- 1927 — Јан Кмећ, први академик из редова војвођанских Словака, филолог, књижевни критичар, историчар културе и редактор. (прем. 2003)[2]
- 1929 — Виолета Чаморо, никарагванска политичарка. (прем. 2025)
- 1931 — Светозар Стојановић, српски филозоф. (прем. 2010)
- 1939 — Ли Харви Освалд, амерички маринац, убица Џона Кенедија. (прем. 1963)
- 1944 — Слободан Шкрбић, српски фудбалер. (прем. 2022)
- 1947 — Лора Ниро, америчка музичарка и пијанисткиња. (прем. 1997)
- 1952 — Чак Лори, амерички редитељ, сценариста, продуцент и композитор.
- 1953 — Владимир Костић, српски неуролог, универзитетски професор и академик, редовни професор Медицинског факултета Универзитета у Београду, академик.[3]
- 1956 — Мартина Навратилова, чехословачко-америчка тенисерка.
- 1957 — Михаило Петровић, српски фудбалер и фудбалски тренер.
- 1959 — Маурисио Фунес, салвадорски политичар. (прем. 2025)
- 1959 — Милчо Манчевски, македонски режисер, сценариста, писац и фотограф.
- 1960 — Жан Клод ван Дам, белгијски глумац.
- 1961 — Винтон Марсалис, амерички џез музичар и композитор.
- 1968 — Михаел Штих, немачки тенисер.
- 1973 — Михалис Капсис, грчки фудбалер.
- 1973 — Џејмс Фоли, амерички фоторепортер, прва америчка жртва ИСИС-а. (прем. 2014)
- 1976 — Кјел Карлстрем, фински бициклиста.
- 1977 — Терел Макинтајер, амерички кошаркаш.
- 1978 — Мајк Тиндал, енглески рагбиста.
- 1979 — Ne-Yo, амерички музичар, музички продуцент, глумац и плесач.
- 1983 — Божо Врећо, босанскохерцеговачки музичар.
- 1983 — Данте, бразилски фудбалер.
- 1984 — Линдси Вон, америчка алпска скијашица.
- 1984 — Мајло Јанопулос, енглески новинар и писац.
- 1984 — Фрида Пинто, индијска глумица и модел.
- 1984 — Есперанза Сполдинг, америчка музичарка.
- 1984 — Роберт Хартинг, немачки бацач диска.
- 1985 — Драган Станковић, српски одбојкаш.
- 1987 — Зек Ефрон, амерички глумац и певач.
- 1990 — Бритни Грајнер, америчка кошаркашица.
- 1995 — Тамаш Фаркаш, српски пливач.

## Смрти
- 31 — Луције Елије Сејан, префект преторијанске гарде у старом Риму. (рођ. 20. п. н. е.)
- 707 — Папа Јован VII. (рођ. 650)
- 1035 — Санчо III од Наваре, краљ Памплоне. (рођ. 985)
- 1101 — Иго од Вермандоа, гроф Вермандоа и један од најзначајнијих учесника Првог крсташког рата. (рођ. 1057)
- 1417 — Папа Гргур XII. (рођ. 1326)
- 1503 — Папа Пије III. (рођ. 1439)
- 1541 — Маргарита Тјудор, краљица Шкотске. (рођ. 1489)
- 1558 — Марија од Угарске, гувернер Низоземске. (рођ. 1505)
- 1641 — Јакоб Јорданс, фламански сликар. (рођ. 1593)
- 1865 — Хенри Џон Темпл, енглески државник. (рођ. 1784)
- 1869 — Симон Јенко, словеначки песник, текстописац и писац. (рођ. 1835)[4]
- 1871 — Чарлс Бебиџ, енглески математичар, отац рачунарства. (рођ. 1791)
- 1893 — Шарл Гуно, француски композитор. (рођ. 1818)
- 1911 — Алфред Бине, француски психолог. (рођ. 1857)
- 1921 — Лудвиг III Леополд, баварски краљ. (рођ. 1845)
- 1931 — Томас Алва Едисон, амерички проналазач. (рођ. 1847)
- 1934 — Сантијаго Рамон и Кахал, шпански патолог, хистолог, неуролог и добитник Нобелове награде за физиологију и медицину. (рођ. 1852)
- 1948 — Валтер фон Браухич, немачки фелдмаршал. (рођ. 1881)
- 1962 — Светислав Иван Петровић, српски глумац, који се први прославио на филмском екрану у Европи, између два светска рата . (рођ. 1894)
- 1978 — Рамон Меркадер, шпански комуниста, убица Лава Троцког. (рођ. 1913)
- 1982 — Бес Труман, супруга Харија Трумана. (рођ. 1885)
- 2006 — Звонко Марић, српски академик, физичар. (рођ. 1931)
- 2007 — Никола Решић, српско-босански певач. (рођ. 1964)
- 2012 — Силвија Кристел, холандска глумица и манекенка. (рођ. 1952)
- 2016 — Сузана Шуваковић Савић, српска оперска певачица (сопран). (рођ. 1969)
- 2017 — Исам Захредин, сиријски генерал-мајор, борац против тероризма, јунак одбране Деир ез Зора и симбол националног отпора. (рођ. 1961)

## Празници и дани сећања
- Српска православна црква данас прославља
  - Света мученица Харитина
  - Свештеномученик Дионисије Александријски